# AGM-65 Maverick
 Denne artikel bør gennemlæses af en person med fagkendskab for at sikre den faglige korrekthed.

AGM-65 Maverick er et luft til jord missil som er en stor fare for kampvogne.
 Der er for få eller ingen kildehenvisninger i denne artikel, hvilket er et problem. Du kan hjælpe ved at angive troværdige kilder til de påstande, som fremføres i artiklen.

| Våben | Spire Denne artikel om våben er en spire som bør udbygges. Du er velkommen til at hjælpe Wikipedia ved at udvide den. |